# Valera
Valera – miasto w zachodniej Wenezueli, w stanie Trujillo, w górach Cordillera de Mérida. Około 162 tys. mieszkańców. Ośrodek turystyczny.
W mieście rozwinął się przemysł spożywczy oraz szklarski.